# Allmusic
Allmusic (stiliserat AllMusic, tidigare namn All Music Guide) är en webbplats startad 1991 av populärkulturarkivisten Michael Erlewine som en guide till populärmusik. Webbplatsen utgörs av en databas för artister, musikalbum, låtar och musikstilar med tillhörande recensioner och biografier.
Allmusic drevs av företaget All Media Guide som även drev Allmovie och Allgame. Huvudkontoret ligger i Ann Arbor, Michigan.